# Salon-la-Tour
Salon-la-Tour település Franciaországban, Corrèze megyében. Lakosainak száma 679 fő (2022. január 1.). Salon-la-Tour Benayes, Condat-sur-Ganaveix, Lamongerie, Masseret és Les Trois-Saints községekkel határos.

## Népesség
A település népessége az elmúlt években az alábbi módon változott:
| Lakosok száma | 1018 | 798  | 729  | 707  | 659  | 646  | 658  | 670  | 675  | 679  |
|               | 1968 | 1982 | 1990 | 2006 | 2013 | 2015 | 2017 | 2019 | 2020 | 2022 |